# Pierre Denoix
Pierre Florent Denoix, né le 26 octobre 1912 à Paris et mort le 1er septembre 1990 à Villejuif (dans le bâtiment de l'hôpital Gustave Roussy qu'il avait fait construire), est un chirurgien et cancérologue français.

## Biographie

### Enfance et études
Né à Paris d'une famille originaire de La Bachellerie (Dordogne), il a un frère, le père Hubert Denoix (1914-2017), prêtre diocésain de Périgueux et missionnaire au Tchad pendant 40 ans, et une sœur cadette, Janine Jousset (1920-2010). Son père, Adolphe Victor Denoix (1884-1973) est administrateur du magasin "Le Printemps" puis a été chef départemental de la Milice française au ordres de Joseph Darnand pour la Dordogne (département) à partir de 1943, il travaillera étroitement avec le capitaine SS de la Gestapo Michael Hambrecht,il est exploitant agricole à La Bachellerie. Son grand-père Arnaud-Dit-Élie Denoix (1848-1917) est médecin et sénateur de Dordogne de 1896 à 1917 . Son oncle Georges Jean-François Denoix (1878-1975) est inspecteur des finances et le premier directeur du Budget de 1919 à 1925 ,.
Pierre Denoix fréquente les lycées Henry-IV et Louis-le-Grand, puis entreprend des études de médecine qu'il doit interrompre à deux reprises : Interne des hôpitaux de Paris depuis 1935, il est mobilisé en 1939-40 en tant que médecin-lieutenant. Seulement en 1941, il peut soutenir sa thèse Le traitement chirurgical des hématémèses graves. Il termine son internat en 1942. En 1944, il est emprisonné à Fresnes pour fait de résistance dont il reçoit la croix de guerre par la suite,.

### Carrière
Pierre Denoix obtient en 1948 le titre de chirurgien des hôpitaux de Paris. Dès le début de sa carrière, il se consacre à la lutte contre le cancer, notamment dans sa spécialité du cancer du sein.
Il était directeur de l'hôpital Gustave Roussy de 1956 à 1982 dont il avait commandé le bâtiment principal en 1964, achevé en 1980. Le bâtiment avait été exécuté par l'architecte Pierre Laborde.
En tant que directeur de Gustave Roussy, professeur de clinique carcinologique à la faculté de médecine de Paris, président de l'Union internationale contre le cancer de 1973 à 1978, directeur de la section cancer de l'Institut national d'hygiène, président de la commission du cancer et directeur général de la santé de 1974 à 1978, Pierre Denoix domine la cancérologie française et internationale pendant plusieurs décennies,.
Il est à l'origine de la classification TNM, l'actuel système international de classement des cancers.
Après sa retraite, il reste engagé dans le Périgord noir dans plusieurs associations et pour diverses causes. À Sarlat-la-Canéda, la salle Pierre-Denoix du Centre culturel Le Colombier dans l'ancien hôpital porte son nom en son honneur depuis 1991 .
Pierre Denoix reçoit la croix de guerre,. Il est promu au grade de commandeur de la Légion d'Honneur le 19 juin 1976 par Simone Veil,,, après avoir été nommé au grade de chevalier de la Légion d'Honneur le 30 décembre 1953 et promu au grade d'officier de la Légion d'Honneur le 30 décembre 1962.

## Distinctions
- Commandeur de la Légion d'honneur (1976)[6],[7]
  - nommé officier en 1962[9]
  - nommé chevalier en 1953
- Croix de guerre 1939-1945[8]
- Officier de l'ordre de la Santé publique (1956)[10]